# Sopot Open
Sopot Open, właśc. BNP Paribas Sopot Open – męski turniej tenisowy rozgrywany od 2018 roku w Sopocie na kortach ziemnych klubu tenisowego Arka. Impreza zaliczana jest do cyklu ATP Challenger Tour. Dyrektorem turnieju jest Mariusz Fyrstenberg. Pula nagród wynosi 92 040 euro.
W turnieju głównym rywalizuje 48 graczy, w tym piątka z dzikimi kartami. W turnieju eliminacyjnym 4 tenisistów walczy o 2 miejsca w turnieju głównym. W turnieju deblowym gra 16 par.

## Mecze finałowe

### gra pojedyncza
| Rok  | Zwycięzca         | Finalista            | Wynik               |
| 2019 | Stefano Travaglia | Filip Horanský       | 6:4, 2:6, 6:2       |
| 2018 | Paolo Lorenzi     | Daniel Gimeno-Traver | 7:6(2), 6:7(5), 6:3 |

### gra podwójna
| Rok  | Zwycięzcy                       | Finaliści                          | Wynik          |
| 2019 | Andre Begemann Florin Mergea    | Karol Drzewiecki Mateusz Kowalczyk | 6:1, 3:6, 10–8 |
| 2018 | Mateusz Kowalczyk Szymon Walków | Ruben Gonzales Nathaniel Lammons   | 7:6(6), 6:3    |